# Рольф Цинкернагель
Рольф Мартін Цинкернагель (нім. Rolf Martin Zinkernagel; народився 6 січня 1944, Ріен, Швейцарія) — швейцарський імунолог, лауреат Нобелівської премії з фізіології і медицини 1996 року "за відкриття в області імунної системи людини, зокрема її здатності виявляти клітини, уражені вірусами ". Професор експериментальної імунології (Університет Цюриха, Цюрих).

## Біографія
Рольф Цинкернагель народився 6 січня 1944 року в місті Ріен (швейцарський кантон Базель-Штадт). Його дідусь по батькові був професором німецької літератури в Університеті Базеля. Батько працював в одній з найбільших фармацевтичних компаній Швейцарії того часу JR Geigy AG. Цинкернагель закінчив Університет Базеля, потім захистив дисертацію в Австралійському національному університеті в 1975 році.
У 1995 році у отримав премію Альберта Ласкера за фундаментальні медичні дослідження. В 1996 році Рольф Цинкернагель разом з Пітером Догерті був удостоєний Нобелівської премії з фізіології або медицини.